# Noviembre
En el calendario gregoriano, noviembre es el undécimo y penúltimo mes del año y tiene 30 días. Su nombre deriva de novem (‘nueve’, en latín), por haber sido el noveno mes del calendario romano. Mantuvo su nombre «noveno» incluso cuando al año se le agregaron otros meses después.
En Japón y en algunos países de Oriente se le llama el Mes de la Caridad.

## Iconografía
Al  principio, se representó a noviembre bajo la figura de un sacerdote de la diosa Isis vestido con una túnica de lino con la cabeza calva y apoyado en un altar sobre el cual había una cabeza de cabrito, animal que se sacrificaba a la diosa en el mes de noviembre.[cita requerida]
Los modernos lo representan bajo la forma de un personaje vestido de hoja seca con una mano apoyada en el signo de Sagitario y la otra sosteniendo un cuerno de la abundancia, de donde salen ciertas raíces, último presente que nos ofrece la tierra.

## Acontecimientos en noviembre

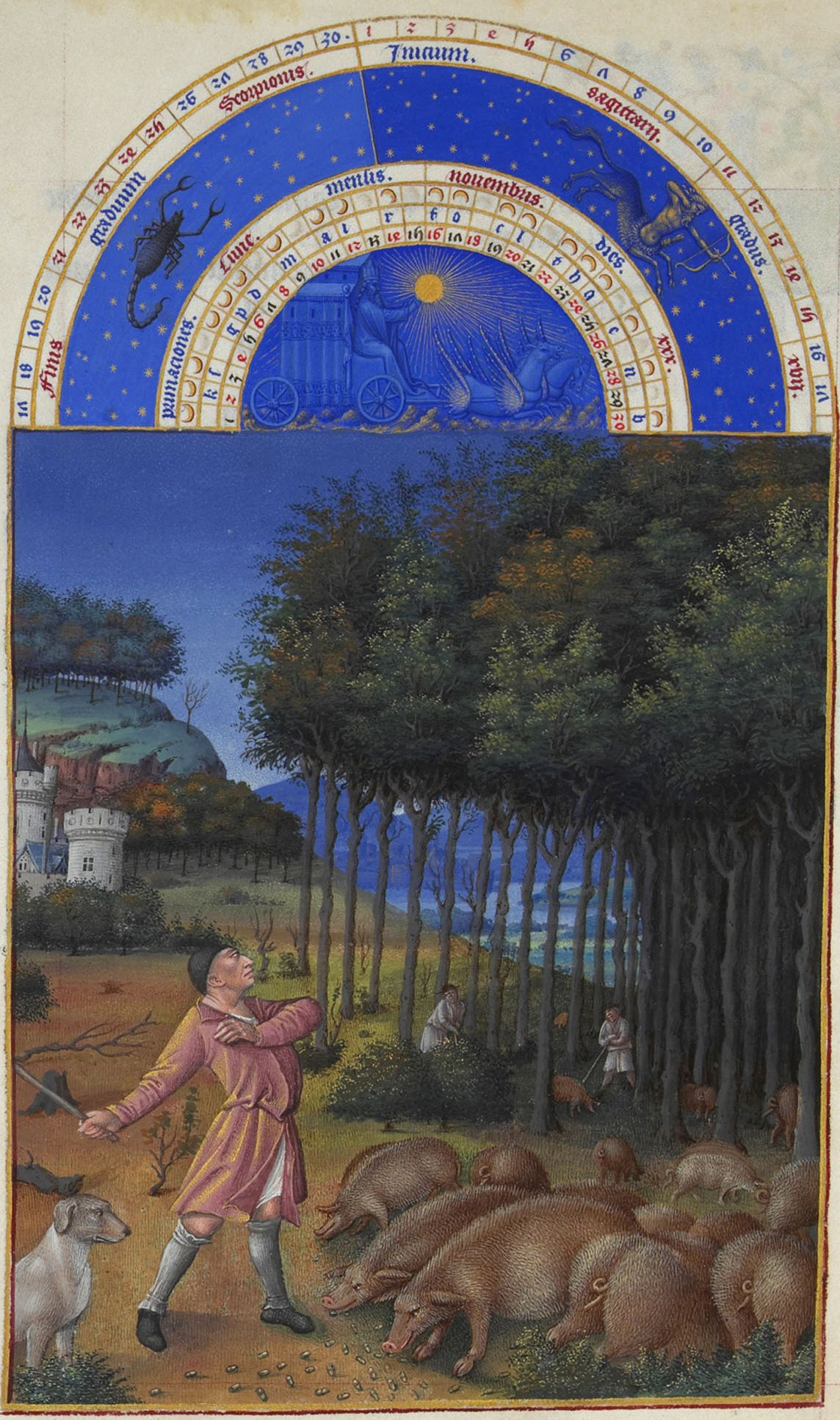
Noviembre, en Les très riches heures del duque de Berry.

- El 1 de noviembre se celebra el Día de Todos los Santos en la Iglesia católica.
- El 2 de noviembre es día de la Conmemoración de los Fieles difuntos en la Iglesia católica y algunas Iglesias protestantes. En México, está relacionado con el Día de muertos, que generalmente se celebra los días 1 y 2.Festejo de Día de Muertos en México cada 1 y 2 de noviembre

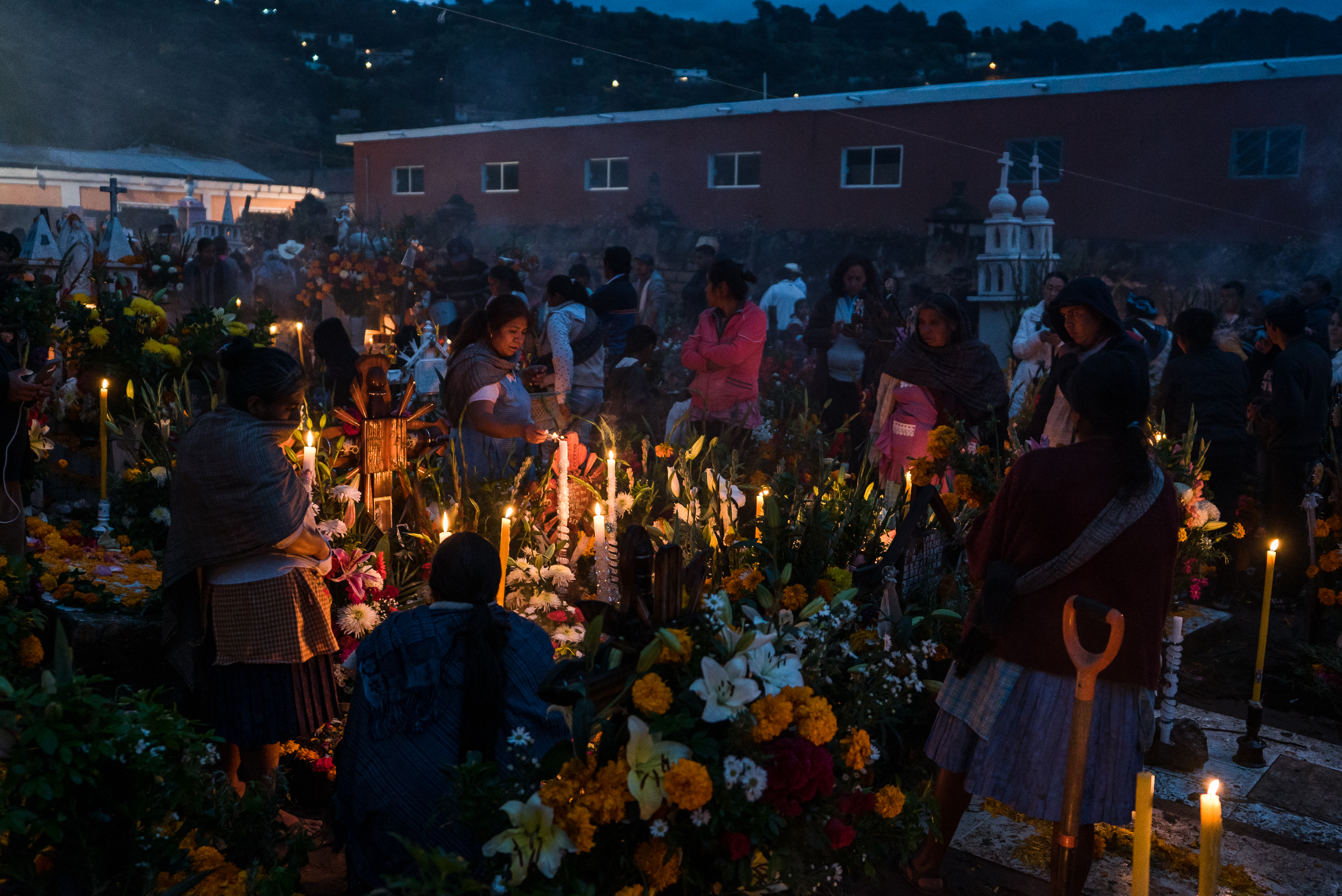
Festejo de Día de Muertos en México cada 1 y 2 de noviembre

- El 3 de noviembre se celebra el Día de la Separación de Panamá de Colombia.[3]
- El 4 de noviembre se celebra el Día de los Símbolos Patrios de Panamá.[4]
- El 6 de noviembre de 1844 se aprueba la primera constitución de la República Dominicana.[5]
- El 8 de noviembre, desde 1949, se celebra el Día Mundial del Urbanismo.[6]
- El 9 de noviembre de 1989 cae el muro de Berlín.[7]
- El 11 de noviembre se firma el armisticio que pone fin a la Primera Guerra Mundial.[8]
- El 14 de noviembre se conmemora el Día Mundial de la Diabetes.[9]
- El 17 de noviembre (aproximadamente) alcanza su pico la lluvia de meteoros de las Leónidas.[10]
- El 19 de noviembre es el Día Internacional del Hombre.[11]
- El 20 de noviembre se celebra el aniversario de la Revolución mexicana.[12]
- El 22 de noviembre se celebra el Día Internacional de la Música, en honor a santa Cecilia.[13]
- El 25 de noviembre, desde 1999, se celebra el Día Internacional de la Eliminación de la Violencia contra la Mujer.[14]
- El 27 de noviembre se celebra el:
  - Día de Nuestra Señora de la  Medalla Milagrosa.[15]
  - Día Internacional del Jaguar
  - En Venezuela se conmemora el segundo golpe de Estado fallido contra el gobierno de Carlos Andrés Pérez en 1992, esta vez liderado por Hernán Grüber Odremán.
- El 28 de noviembre se celebra el Día de la Independencia de Panamá.[16]

## Celebraciones
- Noviembre es el mes de la prevención del cáncer de próstata, conocido como movember.

## Otros datos
- Para la Iglesia católica, este mes está dedicado a los difuntos y las almas del Purgatorio.[17]